# Emma Booth-Tucker
Emma Booth-Tucker, född 8 januari 1860, död 28 oktober 1903, sångförfattare och officer i Frälsningsarmén.
Emma var William och Catherine Booths andra dotter. Hon var ledare för Frälsningsarméns internationella krigsskola (officersskola) innan hon den 10 april 1888 gifte sig med kommendör Frederick Booth-Tucker. Paret Booth-Tucker bodde därefter en tid i Indien där de arbetade för Frälsningsarmén men på grund av Emmas svikande hälsa fick de i stället en tjänst vid det Internationella högkvarteret i London. 1896 flyttade de till USA där de ersatte Emmas bror Ballington Booth och hans fru Maud. Hon omkom 1903 i en järnvägsolycka i USA.

## Psalmer
- Himmelsk glädje och musik
- Jag vill gå med glädje på min Herres bud